# Adelaide Ames
Adelaide Ames (* 3. Juni 1900; † 26. Juni 1932 im Squam Lake, New Hampshire) war eine US-amerikanische Astronomin. Während ihrer Anstellung am Observatorium in Harvard erarbeitete sie zusammen mit Harlow Shapley den Shapley-Ames-Katalog, der  Galaxien jenseits der Größenklasse 13,2 auflistet und der 1932 nach ihrem Tod erschien. Ames war Mitglied der American Astronomical Society. 

## Leben
Adelaide Ames Vater war T. L. Ames, der als Colonel in der US Army diente.
Sie besuchte das Vassar College bis 1922 und studierte anschließend am Radcliffe College, wo sie 1924 mit dem Master of Arts abschloss. Ursprünglich hatte sie vorgehabt, Journalistin zu werden, fand aber nach eigenen Aussagen in dem Bereich keine Anstellung („But a job in Astronomy was offered to me and none in newspaper work.“).
Noch während ihres Studiums erhielt sie 1923 eine Assistentenstelle am Harvard College Observatory, die sie bis zu ihrem Tode innehatte. Schwerpunkt ihrer Arbeit war die Katalogisierung von Galaxien im Bereich der Sternbilder Coma und Virgo; der 1931 fertige Katalog umfasste nahezu 2800 Objekte. Diese Arbeit brachte ihr die Mitgliedschaft im „International Committee for Nebulae“ ein.
Am 3. Juni 1932 während eines Urlaubs am Squam Lake machte Ames mit einer Freundin eine Bootstour. Dabei kenterte das Kanu und sie ertrank. Ihre Leiche wurde nach einer zehntägigen Suche am 5. Juli gefunden. 